# Euchrysops phoa
Euchrysops phoa är en fjärilsart som beskrevs av Pieter Cornelius Tobias Snellen 1872. Euchrysops phoa ingår i släktet Euchrysops och familjen juvelvingar. Inga underarter finns listade i Catalogue of Life.